# Piero Pastore
Pour les articles homonymes, voir Pastore.
Pietro Mario Pastore dit Piero (né le 3 avril 1903 à Padoue en Vénétie et mort le 8 janvier 1968 à Rome), est un acteur de cinéma et un footballeur professionnel italien, qui jouait au poste d'attaquant.

## Biographie
Pastore épousa Anna Glorioso, avec qui il eût un fils, Umberto. Il décède le 8 janvier 1968 dans la capitale italienne, Rome, à l'âge de 64 ans, et fut enterré à la Prima Porta du Cimitero di Roma (enterré avec son maillot no 9).

### Football
Il commence sa carrière de footballeur à seulement 15 ans avec le grand club piémontais de la Juventus (il est le plus jeune joueur à y avoir joué) puis retourne dans le club de sa ville natale à Padoue entre 1920 et 1923 (où il fait ses grands débuts en championnat italien le 29 mai 1921 au cours d'une défaite 2-1 contre Legnano) avant d'ensuite retourner à la Juve. 
Avec le club bianconero, Pastore, surnommé Brillantina (pour sa ressemblance avec Rudolph Valentino), dispute son premier match officiel le 14 octobre 1923 lors d'une défaite 3-2 contre Livourne. Lors de la saison 1925-26, il remporte le seul et unique titre de sa carrière avec le scudetto (saison au cours de laquelle il forme un formidable duo offensif avec le Hongrois Ferenc Hirzer).
Le 10 avril 1927 (lors d'une défaite en championnat 2-1 contre l'Inter), il dépasse Lorenzo Valerio Bona et ses 46 buts en bianconero et devient alors le meilleur buteur de l'histoire du club (avant d'être à son tour dépassé par Federico Munerati un peu plus d'un an plus tard). Le 17 avril 1927 a lieu sa première sélection en équipe B d'Italie (victoire 5-1 contre le Luxembourg à Esch-sur-Alzette). Le 8 mai 1927, il devient le premier joueur juventino à atteindre la barre des 50 buts inscrits sous les couleurs du club (lors d'une victoire 6-0 contre le Genoa). Il joue son dernier match avec les juventini le 10 juillet 1927 lors d'un succès 8-2 sur le Milan. 
Il franchit ensuite le Piémont pour évoluer en Lombardie voisine avec le grand club milanais du Milan AC, avec qui il joue sa première rencontre le 2 octobre 1927 lors d'un succès 5-1 en championnat contre Naples.
En 1928, il est sélectionné par Augusto Rangone pour participer avec la sélection aux Jeux olympiques d'Amsterdam, avec qui remporte le bronze.
Il évolua ensuite à la Lazio, à Pérouse puis enfin à la Roma, avant de mettre un terme à sa carrière en 1936. Cinq ans plus tard, alors qu'il vit toujours à Rome, il retourne brièvement dans le monde du football pour entraîner durant une saison l'équipe des Vigili del Fuoco Roma.

## Palmarès
| Juventus - Championnat d'Italie (1) : - Champion : 1925-26. |  | Italie olympique - Jeux olympiques : - Bronze : 1928. |

## Filmographie partielle
- 1933 : Trois Balles dans la peau de Roger Lion : deuxième policier
- 1933 : Acciaio de Walter Ruttmann : Mario
- 1935 : Milizia territoriale de Mario Bonnard : soldat
- 1935 : Aldebaran d'Alessandro Blasetti
- 1935 : Porto d'Amleto Palermi
- 1937 : Stasera alle undici d'Oreste Biancoli : Willy
- 1938 : Sous la Croix du Sud (Sotto la croce del sud) de Guido Brignone
- 1939 : Io, suo padre de Mario Bonnard  : Sandro
- 1939 : Une aventure de Salvator Rosa (Un'avventura di Salvator Rosa) d'Alessandro Blasetti : paysan
- 1940 : Fortuna de Max Neufeld
- 1941 : La Couronne de fer (La Corona di ferro) d'Alessandro Blasetti : Sestio
- 1942 : Oro nero d'Enrico Guazzoni
- 1942 : Giarabub de Goffredo Alessandrini : lieutenant Martini
- 1943 : La Femme de la montagne (La donna della montagna) de Renato Castellani : montagnard
- 1945 : Quartieri alti de Mario Soldati : Bottarini le footballeur
- 1946 : L'Aigle noir (Aquila nera) de Riccardo Freda
- 1948 : Il monello della strada de Carlo Borghesio : mineur
- 1948 : Onze hommes et un ballon (Undici uomini e un pallone), de Giorgio Simonelli
- 1951 : Il bivio de Fernando Cerchio : De Vecchi
- 1951 : Le Naufragé du Pacifique (Il naufrago del Pacifico) de Jeff Musso
- 1951 : Lorenzaccio, de Raffaello Pacini
- 1952 : Les Trois Corsaires (I tre corsari) de Mario Soldati : capitaine du galion
- 1952 : Cour martiale (Il segreto delle tre punte) de Carlo Ludovico Bragaglia : Riccardo Albertini
- 1952 : Les Chemises rouges (Camicie rosse) de Goffredo Alessandrini et Francesco Rosi : Pietro Fadini
- 1953 : Vacances romaines (Roman Holiday) de William Wyler (non crédité)
- 1954 : Pain, Amour et Jalousie (Pane, amore e gelosia) de Luigi Comencini
- 1954 : Attila, fléau de Dieu (Attila, il flagello di Dio)  de Pietro Francisci
- 1954 : Ulysse (Ulisse) de Mario Camerini : Leocrito (non crédité)
- 1954 : Le cardinal Lambertini (Il cardinale Lambertini) de Giorgio Pàstina : messager papale
- 1955 : Rêve d'amour (Suonno d'ammore) de Sergio Corbucci
- 1959 : Simpatico mascalzone de Mario Amendola
- 1959 : Le Général Della Rovere (Il generale Della Rovere) de Roberto Rossellini (non crédité)
- 1959 : Débrouillez-vous ! (Arrangiatevi) de Mauro Bolognini : Bruno
- 1959 : Il mondo dei miracoli de Luigi Capuano : chef de gare
- 1960 : L'impiegato de Gianni Puccini
- 1960 : Carthage en flammes (Cartagine in fiamme) de Carmine Gallone
- 1960 : Signori si nasce de Mario Mattoli
- 1961 : Le Masque de fer de Henri Decoin et Francesco De Feo
- 1961 : Barabbas de Richard Fleischer : Nicodemus
- 1961 : Le avventure di Mary Read d'Umberto Lenzi : instructeur
- 1962 : Furie des S.S. de Filippo Walter Ratti
- 1963 : L'Invincible cavalier noir (L'invincibile cavaliere mascherato) de Umberto Lenzi : frère du pestiféré
- 1964 : Coriolano: eroe senza patria de Giorgio Ferroni : Furio
- 1964 : La Terreur des Kirghiz (Ursus, Il Terrore dei Kirghisi) d'Anthony Dawson
- 1966 : Il pianeta errante d'Antonio Margheriti
- 1966 : Moi, moi, moi et les autres (Io, io, io... e gli altri) d'Alessandro Blasetti